# Grote Zwitserse sennenhond
De grote Zwitserse sennenhond is een hondenras. Hij is de grootste van de vier Zwitserse sennenhonden, waaronder verder vallen de Entlebucher sennenhond, Appenzeller sennenhond en de Berner sennenhond.

## Geschiedenis
De oerouders van de Grote Zwitserse sennenhond stammen mogelijk van de Romeinse molosser honden af. In 1908 ontdekte de Zwitserse kynoloog professor Albert Heim op een tentoonstelling een Berner sennenhond met een korte vacht. Heim vond dat dit een eigen ras moest zijn en gaf dit ras de naam Grote Zwitserse sennenhond.
De Zwitserse Sennenhonden, stammen af van de Romeinse Molossor honden zoals bijvoorbeeld ook de Cane Corso of Bull Mastiff. De naam van het ras komt uit de Alpen, waar het woord Senn of Senner een term is die gebruikt wordt om herders van schapen, geiten, koeien en ander vee mee aan te duiden. Een Alpenweide wordt ook wel Sennelager genoemd.
Sennenhund betekend, hond van de Senn. Sennenhonden zijn geen normale veehonden, of herdershonden, maar werden gehouden als algemene honden rondom het boerenbestaan. De Sennenhond kan ingezet worden als herdershond, waakhond en beschermhond voor alles rondom de boerderij.
De waak- en bescherm functie werd vroeger ingezet om wolven en andere grote roofdieren te verjagen om op die manier het gezin en het vee te beschermen.
Daarnaast werd de Sennenhond ingezet om de hondenkar te trekken, voor bijvoorbeeld het brengen van de oogst naar het dorp, of het halen van boodschappen. Ook zijn er historische afbeeldingen gevonden van een Sennenhond die een kleine ploeg door het land kan trekken. In sommige landen worden de honden nog ingezet voor het trekken van karren en in de Verenigde Staten houd de Greater Swiss Mountain Dog Club of America trekdemonstraties, waarbij het record staat op 5235 pounds, oftewel 2374 kilo.
Tijdens de 2e wereldoorlog is de Sennenhond door het Zwitserse leger ingezet om zware munitiekarren naar moeilijk bereikbare locaties te brengen.
De Grote Zwitserse sennenhond staat vermoedelijk het dichts bij de Molossers en kan daarom gezien worden als het basis ras van de sennenhonden. Vermoedelijk is het ook het oerras van andere hondenrassen zoals de Sint-bernard en rottweiler.

## Uiterlijk
De grote Zwitserse sennenhond is een grote, gespierde hond met een zwarte grondkleur en roestbruine en witte aftekeningen. Hij heeft een korte vacht met een heel dichte ondervacht. Hij is iets groter dan de Berner sennenhond, maar gemakkelijk te onderscheiden omdat de Berner sennenhond een lange vacht heeft. De ogen van de grote Zwitserse sennenhond zijn bruin. Hij heeft middelgrote en driehoekige hangoren. De reu heeft een schofthoogte tussen 65 en 72 cm en een gewicht van maximaal 60 kg. De schouderhoogte van de teef bedraagt 60 tot 68 cm.

## Gebruik
De grote Zwitserse sennenhond is een klassieke hof- en huishond. De Grote Zwitserse sennenhond is een intelligente, loyale en zeer moedige hond. Hij kan gebruikt worden als waakhond, huishond en verdedigingshond. Door het zachtaardige karakter kan hij meestal goed met kinderen en andere dieren omgaan. Hij is waaks en maakt het gezin op bezoekers opmerkzaam.

## Gezondheid
De grote Zwitserse sennenhonden zijn over het algemeen gezonde honden. Mede door hun grootte en gewicht hebben zij wel vaker gewrichtsaandoeningen (heupdysplasie) en kan een maagtorsie optreden. Bij sommige honden kan epilepsie optreden.

## Gedrag
De grote Zwitserse Sennenhond is zeker geen hond voor beginners. De hond kenmerkt zich door zeer hoge zelfstandigheid. Deze zelfstandigheid wordt regelmatig ervaren als eigenwijs of koppig. De hond heeft een zeer groot probleemoplossend vermogen en neemt waar nodig het initiatief. Ook beschikt de hond over een vorm van nieuwsgierigheid en groot lerend vermogen, waarbij hij dat het liefst samen met zijn mens doet. Een volwassen Grote Zwitserse Sennenhond kenmerkt zich als een zeer goed gebalanceerde hond, met rust, vriendelijkheid, alertheid en zorgzaamheid.
In de basis is de Grote Zwitserse Sennenhond een gezinshond, die samen met zijn gezin "dingen" wil doen. De hond heeft een sociaal en zorgzaam karakter en is onvoorwaardelijk trouw aan zijn gezin. Indien de hond "gevaar" ziet dan maakt hij dit met signalen duidelijk. Hij zal zichzelf tussen zijn mens en het gevaar opstellen en zijn luide blaf goed laten horen. De hond zal niet snel uit zichzelf andere actie ondernemen dan het signaleren, zolang er geen escalatie van de situatie plaatsvind.

### Blaf
De blaf van de Grote Zwitserse Sennenhond is zeer luid en krachtig. Hiermee kan de hond zijn mensen vanaf een grote afstand waarschuwen voor potentieel gevaar, en datzelfde gevaar ook wegjagen.

### Bijten
Een Grote Zwitserse Sennenhond, is in principe een hond die niet snel (mensen) zal bijten. Zijn mond zet hij in als gereedschap, waarmee bij voldoende training ook een uitstekende fijne motoriek ontwikkeld kan worden. Honden met bijtgedrag worden niet getolereerd in de stamboom foklijnen.

### Kinderen
De hond is genetisch kind- en babyvriendelijk, wat uiteraard beïnvloed wordt door zijn opvoeding. Vermoedelijk werd de hond in het verleden ook gebruikt om bijvoorbeeld baby's warm te houden en te beschermen als zijn baasjes van huis waren. In principe stelt de hond zich rustig en toegankelijk op bij baby's en kinderen en toont hij veel interesse om kennis te maken. Zodra de kennismaking positief verlopen is, worden de kinderen door de hond beschermd.